# Myrmecocichla arnotti
Myrmecocichla arnotti е вид птица от семейство Мухоловкови (Muscicapidae).

## Разпространение
Видът е разпространен от Руанда и Ангола до Южна Африка.